# КаІК (Каскінен)
«КаІК» (фін. Kaskö Idrottsklubb) — фінський футбольний клуб з міста Каскінен, заснований у 1936 році. Якщо раніше лижний спорт, легка атлетика та жіноча гімнастика були також видами спорту клубу, то зараз «KaIK» зосереджується переважно на футболі.